# 邑楽用水路

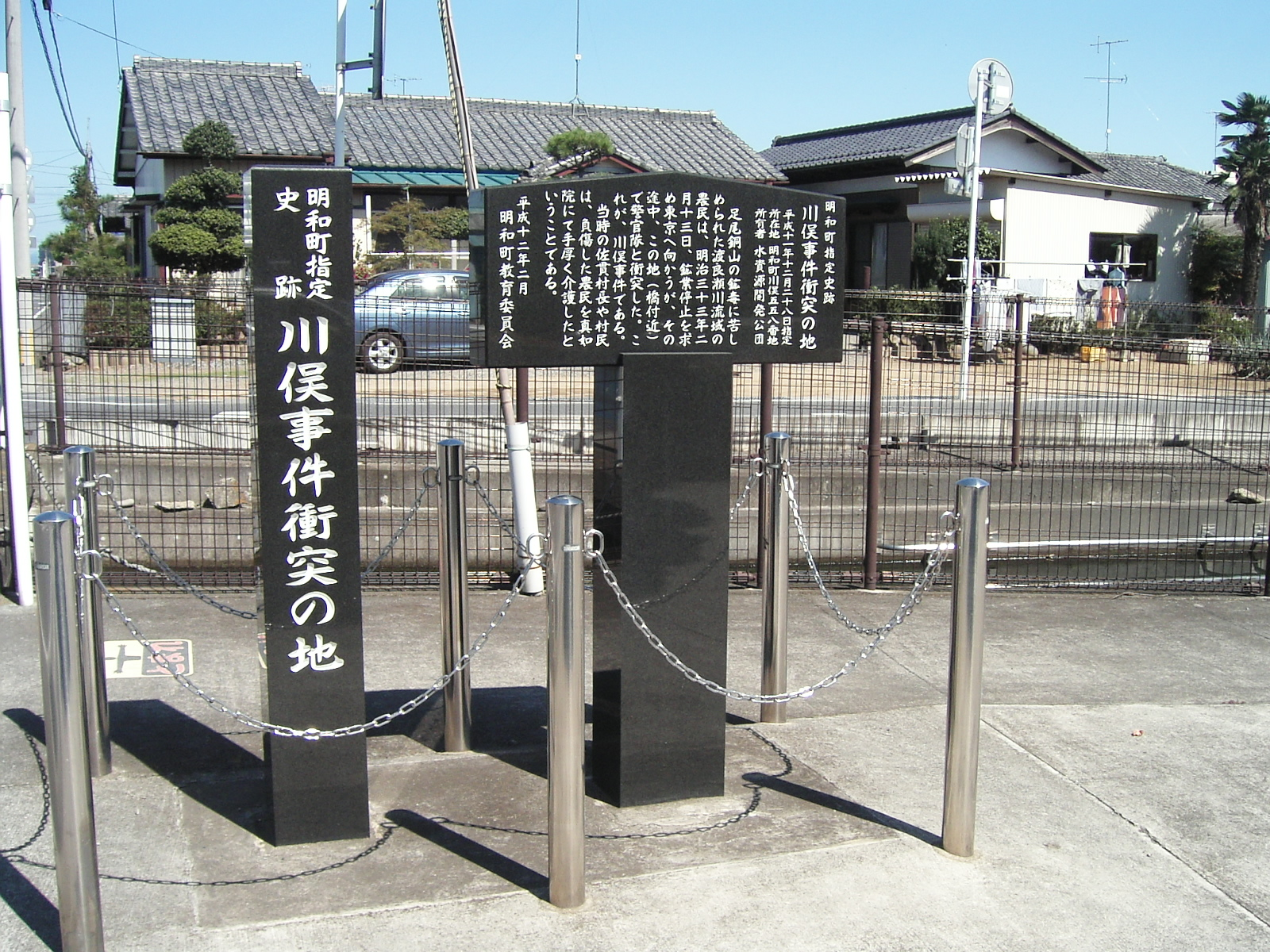
水路沿いにある川俣事件記念碑

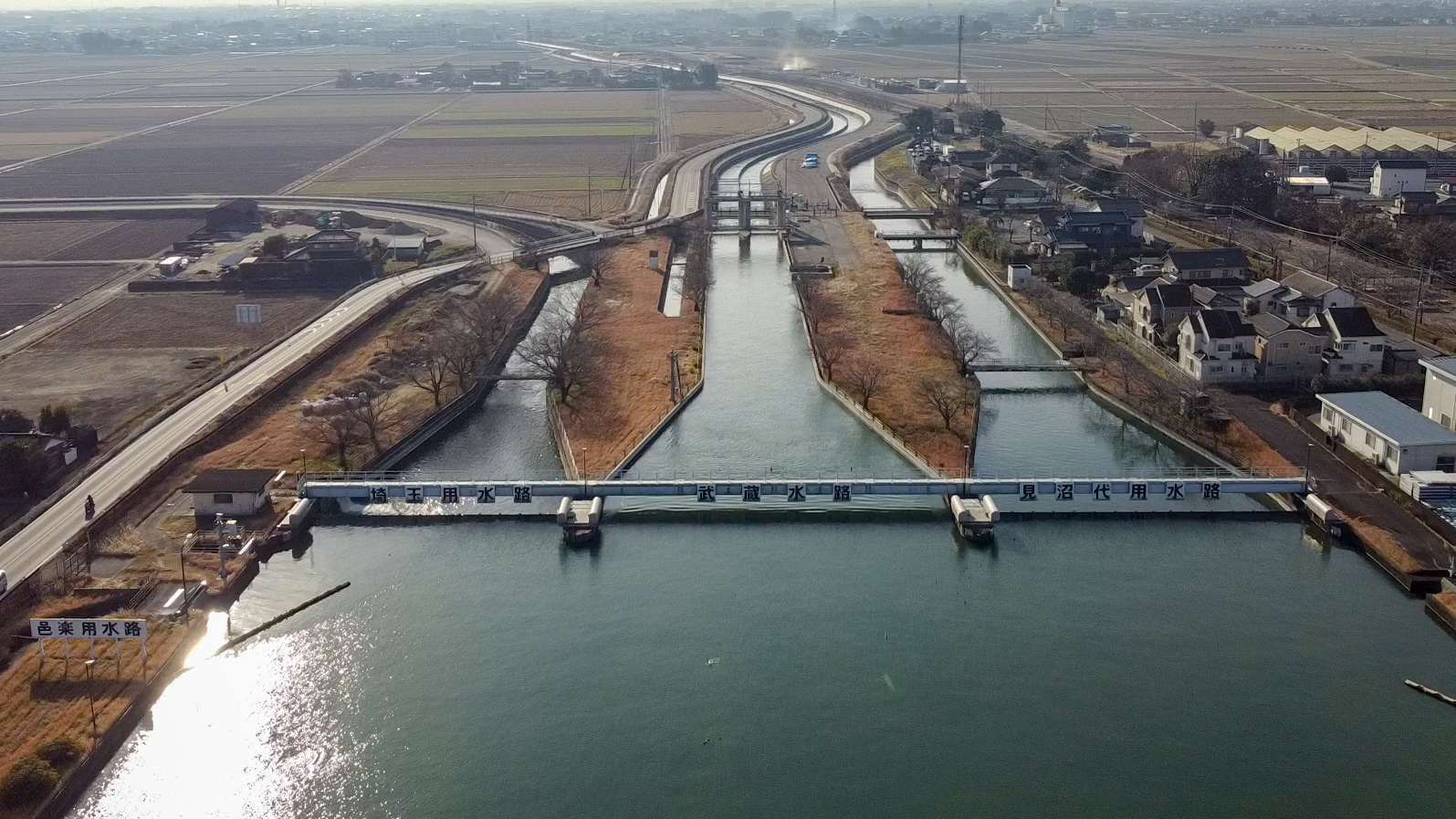
利根大堰沈砂池で見沼代用水・武蔵水路・埼玉用水路・邑楽用水路が分水

邑楽用水路（おうらようすいろ）は、群馬県邑楽郡千代田町、明和町を流れる用水路。

## 概要
利根大堰から取水する。大分水工で180度向きをかえ、北に流れながら利根川を伏越で交差し、利根川左岸を平行するように東へ向きを流れ、流域の周囲を灌漑する。大堰から東へ流れる利根加用水もある。
いくつかの用水路を分岐し随所に設けられた調節堰を通過しつつ利根川の左岸を並行して流れ千代田町、明和町、板倉町を経て埼玉県加須市（北川辺地区）に至り終点となる。
途中新堀川を掛樋（河川の上を通す水路の橋）で、谷田川放水路を伏越で交差する。流路幅は1.7 m - 3.1 mほどある。

## 分流
- 利根加用水（合流・分流）
- 昭和用水
- 坂東用水
- 北川辺領用水

## 流域の自治体
- 群馬県邑楽郡明和町・板倉町
- 埼玉県加須市

## 河川施設
- 邑楽揚水機場
- 佐貫分水工

## 橋梁
私道橋や人道橋、暗渠部を除き、殆どの橋に名称がつけられている。
- 利根大堰
- 1号橋
- 本郷大橋
- 本郷小橋
- 本郷橋
- 道祖神橋
- 小倉橋
- 柳橋
- 十二社橋
- 十二社下橋
- 門戸河原上橋
- 門戸河原橋
- 江原橋
- 大江橋
- 昭和橋
- 大法橋
- 愛宕橋
- 小柳橋
- 大柳橋
- 東宮下橋
- 大輪1号橋
- 大和2号橋
- 名称不明（群馬県道368号上中森川俣停車場線）
- 大輪3号橋
- 大輪4号橋
- 大輪5号橋
- 大輪6号橋
- 大輪7号橋
- 大輪8号橋
- 大輪9号橋
- 大輪10号橋
- 須賀1号橋
- 須賀2号橋
- 須賀3号橋
- 須賀4号橋
- 須賀5号橋
- 須賀6号橋
- 須賀7号橋
- 須賀8号橋
- 須賀9号橋
- 関下橋（群馬県道368号上中森川俣停車場線）
- 川俣1号橋
- 校前橋（国道122号）
- 上宿橋 - 川俣事件記念碑がある。
- 川俣2号橋
- 川俣3号橋
- 川俣4号橋
- 川俣5号橋
- 川俣6号橋
- 川俣7号橋
- 梅原1号橋
- 梅原2号橋
- 梅原3号橋
- 梅原4号橋

（この間暗渠）
- 東武伊勢崎線

（この間暗渠）
- 梅原5号橋
- 梅原6号橋
- 梅原7号橋
- 梅原8号橋
- 梅原9号橋
- 梅原10号橋
- 梅原11号橋
- 梅原12号橋
- 梅原13号橋
- 梅原14号橋
- 江口1号橋
- 江口2号橋
- 中妻橋
- 江口3号橋
- 江口4号橋
- 江口5号橋
- 江口6号橋
- 江口7号橋
- 江口8号橋
- 江口9号橋
- 江口10号橋
- 江口11号橋
- 江口12号橋
- 千津井1号橋
- 千津井2号橋
- 千津井3号橋
- 千津井4号橋
- 千津井5号橋
- 千津井6号橋
- 平沼橋（埼玉県道・群馬県道304号今泉館林線）
- 千津井7号橋
- 千津井8号橋
- 千津井9号橋
- 千津井10号橋
- 千津井11号橋
- 千津井12号橋
- 名称不明（東北自動車道側道）
- （東北自動車道）
- 名称不明（東北自動車道側道）
- 下江黒1号橋
- 下江黒2号橋
- 下江黒3号橋
- 斗合田1号橋
- 斗合田2号橋
- 斗合田3号橋
- 斗合田4号橋
- 斗合田5号橋
- 斗合田6号橋
- 斗合田7号橋
- 板1号橋
- 谷田川排水機場
- 板1-1号橋
- 板1-2号橋
- 板1-3号橋
- 板1-4号橋
- 板1-5号橋
- 板1-6号橋
- 板2号橋
- 板3号橋
- 板4号橋
- 板5号橋
- 板6号橋
- 板7号橋
- 板8号橋
- 板9号橋
- 板10号橋
- 板11号橋
- 板12号橋
- 板13号橋
- 板14号橋
- 南15号橋
- 南16号橋
- 坪呂橋
- 南17号橋
- 南18号橋
- 権現橋
- 南19号橋
- 南20号橋
- 大久保橋
- 南21号橋
- 南22号橋
- 沼橋
- 南23号橋
- 南24号橋
- 八反1号橋
- 八反2号橋
- 南25号橋
- 大箇野暗渠 - 合の川の旧堤防（左岸側）
- 飯積暗渠 - 合の川の旧堤防（右岸側）
- 本村北橋
- 本村中橋
- 本村南橋

## 周辺の施設
周囲は一部で民家や工業団地がある他は耕作地、水田地帯となっている。
- 明和町立明和西小学校
- 川俣事件碑
- 明和町立明和東小学校
- 谷田川排水機場
- 群馬の水郷公園